# 1,1-二氟乙烷
1,1-二氟乙烷又称DFE，商品名为R-152a 或HFC-152a，是一种有机氟化合物，分子式C2H4F2。它是无色气体，用于冷冻。相较其它氟氯烃，它没有臭氧破坏潜势、全球暖化潜势较小、停留时间较短。

## 制备
可由氟化氢和乙炔在汞催化下化合生成：
HCCH  +  2 HF   →   CH3CHF2

## 用处
1,1-二氟乙烷具有相对较低的全球暖化潜势（GWP）指数和有利的热物理性质，所以已被提议作为1,1,1,2-四氟乙烷的环保替代品。虽然可燃，1,1-二氟乙烷的工作压力和容积冷却能力（VCC）与1,1,1,2-四氟乙烷类似，可用于大型冷水机或热导管翅片式热交换器。